# Liore et Olivier LeO H.258
Liore et Olivier LeO H.258 — поплавковый бомбардировщик-торпедоносец французской компании Lioré et Olivier.

## История
Самолёт совершил первый полёт в 1928 году. Вскоре началось серийное производство этих машин. До 1939 года построено 85 таких машин. В 1944 году был списан последний самолёт.

## Лётные данные
- Размах крыла, м: 25.5
- Длина, м: 17.54
- Высота, м: 6.80
- Площадь крыла, м2: 133.50
- Масса, кг
  - пустого самолета: 4800
  - нормальная взлетная: 9830
- Тип двигателя: Gnome-Rhone 14Knrs/Kors
- Мощность, л. с.: 2 х 870
- Максимальная скорость, км/ч: 240
- Крейсерская скорость, км/ч: 180
- Практическая дальность, км: 1500
- Практический потолок, м: 6500
- Экипаж: 5-6
- Вооружение: 
  - 3 × 7,5-мм пулеметы Darne;
  - 1 × 670 кг торпеда DA или бомбы массой до 600 кг.